# 出雲國風土記
《出雲國風土記》乃記錄日本古代出雲國的風土記，和銅6年（713年）5月當地國衙奉元明天皇之令開始以漢文編纂，完成於天平5年（733年）2月30日並上奏聖武天皇（另有異說）。這本地方志乃是現存五部風土記中最為完整的一部，其中記錄在意宇郡條的「國引神話」非但「記紀」二書沒有記載，其餘神話內容也和後二者有所出入。

## 概要
和銅6年（713年）太政官命令各令制國編纂記錄當地郡鄉名稱、特產品、土地肥沃狀況、山川原野之地名由來，出雲國國司招來出雲第26世國造出雲臣果安（いづものおみ はたやす），委託他主持這項工作。總編輯是意宇郡豪族出雲臣廣島（いづものおみ ひろしま），另有秋鹿郡的神宅臣金太理（みやけのおみ かなたり）一起幫忙，歷時20年，終於在天平5年（733年）完成此書。

## 內容構成
該書卷首為總記，記錄出雲國之概要；接著詳載意宇郡、島根郡等共9郡，卷末則記錄以出雲國的官道為中心，所構成交通路網的驛站、橋梁、渡口、軍團（古日本的軍事單位名稱）、烽、戍等。其中各郡之條例保留了其他風土記所沒有的神社清單，這些神社無論有無向神祇官登記，皆按社格大小排序，但島根郡條除外。至於自然地形的部份，除了記錄地形樣貌，也記下了當地特產品。
- 總記
- 意宇郡
- 島根郡
- 秋鹿郡
- 楯縫郡
- 出雲郡
- 神門郡
- 飯石郡
- 仁多郡
- 大原郡
- 卷末

## 收錄的神話故事

### 國引神話
記載於意宇郡條之開頭，以闡明該郡地名之由來，詳情請參見「國引神話」之條目。

### 毘賣埼之傳承
記錄了安來鄉地名由來的神話故事，亦是安來市月之輪祭典的起源。天武天皇3年（674年）7月13日地方首長語臣猪麻呂（的女兒在毘賣埼（ひめさき）海邊遊玩時，遭到「和邇」襲擊而亡。猪麻呂將女兒葬在毘賣埼上，大聲向天哭號、踱地，晝夜悲泣不肯離開墳墓。就這樣歷經了數日，猪麻呂悲憤地擦槍磨箭，並向1千5百萬位天神、1千5百萬位地祇、當國399座神社及海神等誓言討伐殺女之敵。不久之後上百隻和邇靜靜圍著一隻和邇來到岸邊，猪麻呂舉起鉾鎗刺向中央那隻和邇，其餘上百隻和邇解散離去。猪麻呂剖開這隻和邇的肚子，出現了女性的小腿，他將和邇大卸八塊並吊掛於路旁。

### 加賀神埼
加賀神埼（加賀神埼／かかのかんざき）即現今加賀之潛戶，位於島根縣松江市北部（舊島根町）面向日本海的海岸觀光勝地。支（枳）佐加比賣命乃神魂命之女，祂為了臨盆生下佐太大神來到了加賀神埼這個地方，卻不小心遺失重要的弓箭。於是祂祈願讓弓箭回來，此時飄來角製弓箭，但祂說：「這不是我的弓箭」並丟棄之。於是更集中精神祈願，海浪沖上來金弓箭，祂取回並說：「這洞窟真是黑暗！」。所以祂拿起弓箭朝洞窟射去，映照了一片光明，故此地名為「加加」；後來更名為「加賀」。

### 阿用鄉之鬼
阿用鄉位於大原郡郡衙東南方13里80步（里、步皆為尺貫法之長度單位，換算後約合6公里），古代傳說有農人在此處之山田耕作，突然目一鬼出現並將農人之子吃掉。父母見狀趕緊跑進竹林裡躲藏，竹葉晃動，被吃掉的兒子發出「動動（古日語音為「啊唷、啊唷」）」，故云「阿欲（あよ）」。神龜3年地名改成「阿用」。

### 戀山
戀山位於仁多郡郡衙正南方23里，古代相傳和邇因迷戀阿伊村坐神玉日女命，故溯溪而上；但是玉日女命用石頭把河川堵住，讓和邇無法再前進，故云戀山。後來，此地成為國家名勝「鬼之舌震」。

## 收錄的神祇
- 八束水臣津野命（やつかみつおみつの の みこと）：出現在意宇郡條的神祇，也是國引神話的主角，但《古事記》寫成「淤美豆奴神（おみつの の かみ）」。其親屬為：
  - 子神：赤衾伊農意保須美比古佐和氣能命（あかふすまいぬおおすみひこさわき の みこと）：出雲郡伊努鄉條提及此神。
    - 后神：天甕津日女命（）：出現於秋鹿郡伊農鄉條。
- 所造天下大神（あめのしたつくらししおおかみ）、大穴持命（おおなもち の みこと）：本書中出現次數最多的神祇，亦和眾多女神結為連理[6]，計有：
  - 奴奈宜波比賣命：島根郡美保鄉。
  - 綾門日女命：出雲郡宇賀鄉。
  - 真玉著玉之邑日女命：神門郡朝山鄉。
  - 八野若日女命：神門郡多伎鄉。
- 布都怒志命：出現於意宇郡楯縫鄉、山國鄉等條。
- 神須佐能袁命：意宇郡安來鄉、飯石郡須佐鄉、大原郡佐世鄉和御室山等條皆有記述，唯敘述篇幅不多，另有須佐能乎命、神須佐乃烏命等異稱。妻神為久志伊奈太美等與麻奴良比賣命，子神計有：
  - 青幡佐久佐日古命：意宇郡大草鄉、大原郡高麻山。
  - 都留支日子命：島根郡山口鄉。
  - 國忍別命：島根郡方結鄉。
  - 磐坂日子命：秋鹿郡惠曇鄉。
  - 衝桙等乎而留比古命：秋鹿郡多太鄉。
  - 八野若日女命：出雲郡八野鄉。
  - 和加須世理比賣命：神門郡滑狹鄉。
- 伊弉奈枳命：育有子神如下述：
  - 熊野加武呂乃命：意宇郡出雲神戶、島根郡朝酌鄉等條出現，即熊野大神。
  - 都久豆美命：島根郡千酌驛條。
- 阿遲須枳高日子命：分別在神門郡高岸鄉、仁多郡三澤鄉等條出現，並坐鎮於葛城賀茂社（今奈良縣御所市高鴨神社（日语：高鴨神社）），妻神為天御梶日女（楯縫郡神名樋山條中出現），育有子神：
  - 多伎都比古命：楯縫郡神名樋山。
  - 鹽冶毘古命：神門郡鹽冶鄉。
- 神魂命：解釋楯縫郡地名由來時出現，並下詔營建「所造天下大神之宮」（即出雲大社），子神眾多，計有：
  - 天御鳥命：楯縫郡。
  - 八尋鉾長依日子命：島根郡生馬鄉。
  - 天津枳値可美高日子命，另名菰枕志都沼値：出雲郡漆治鄉。
  - 支（枳）佐加比賣命及宇武賀比賣命：島根郡法吉鄉、島根郡加賀神埼。
  - 綾門日女命：出雲郡宇賀鄉。
  - 真玉著玉之邑日女命：神門郡朝山鄉。
- 宇乃治比古命：出現於楯縫郡沼田鄉條及大原郡海潮鄉條。
  - 楯縫郡沼田鄉：宇乃治比古命以爾多水配乾飯，遂坐於此地食用，故詔「爾多」，可謂「爾多鄉」。今人猶云「努多」，神龜3年改字「沼田」。
  - 大原郡海潮鄉：宇能治比古命[註 4]憎恨父神須美（義）禰命（スガネノミコト），於是在北方出雲之海興起海浪，海潮衝擊至此地，故言「得鹽」；神龜3年改字「海潮」。
- 佐太大神（さた の おおかみ）：在島根郡加賀鄉條出現，神魂命之女支（枳）佐加比賣命為了分娩生下佐太大神來到了加賀神埼（かかのかんざき），後來佐太大神坐鎮於秋鹿郡神名火山。

## 手抄版本
目前流傳下來的手抄本約70餘種版本，據考究最古老的版本是慶長2年（1597年）細川幽齋所抄寫的，稱作「細川本」。此外，近代文學學者倉野憲司所藏之版本（倉野本），雖然欠缺版權頁（奥付），但經其他學者考究後認為是同一時期的手抄本。近世出版的《出雲國風土記》，大多沿用尾張德川家的「德川家本」及上賀茂神社的「萬葉緯本」等二種。另外，尾張德川家德川義直捐贈給日御碕神社的「日御碕本」（書寫於寛永11年〔1634年〕），被島根縣政府認定為「指定有形文化遺產」。

## 研究史
江戶時代初期以來許多學者投入研究此書，許多注釋、解說也跟著問世，諸如：
- 岸崎（佐久次）時照《出雲風土記鈔》（天和3年〔1683年〕）
- 内山真龍《出雲風土記解》（天明7年〔1787年〕）
- 千家俊信《訂正出雲風土記》（文化3年〔1806年〕）
- 橫山永福《出雲國風土記考》（弘化3年〔1846年〕左右）
- 後藤藏四郎《出雲國風土記考證》（大岡山書店，1931年）
- 加藤義成《出雲國風土記參究》（原書房，1962年）

## 內部連結
- 古風土記
- 出雲國
- 國引神話
- 島根縣

### 書籍
- 荻原千鶴 著. . 講談社. 1999年6月10日. ISBN 978-4-06-159382-4 （日语）.
- 沖森卓也、佐藤信、矢嶋泉 編著. . 山川出版社. 2005. ISBN 978-4-634-59390-9 （日语）.
- 關和彦 著. . 明石書店. 2006. ISBN 4-7503-2376-4 （日语）.

## 外部連結
- （日語）
- （日語）
- （日語）
- （日語）
- 八雲立出雲國風土記 （页面存档备份，存于）